# アンデスフラミンゴ
アンデスフラミンゴ (Phoenicoparrus andinus) は、鳥綱フラミンゴ目フラミンゴ科アンデスフラミンゴ属に分類される鳥類。

## 分布
アルゼンチン北西部、チリ北部、ペルー南西部、ボリビア南西部
種小名andinusは「アンデスの」の意で、和名や英名（Andean）と同義。

## 形態
全長120センチメートル。体重2-2.4キログラム。全身は淡赤色。尾羽は白い。初列風切や次列風切は黒い。
嘴は大型。嘴や後肢は黄色。

## 生態
標高2,300 - 4,500メートルにある、草原内の湖沼などに生息する。非繁殖期には小規模な群れで生活し、食物を求めて放浪する。
主に珪藻や藍藻などを食べる。
繁殖様式は卵生。主に12月から翌2月に、1個の卵を産む。

## 人間との関係
生息地では卵が食用とされる。
鉱業による影響、天候不順や水利用による渇水、食用の乱獲、人間による攪乱などにより生息数は減少した。1990年代中期までに生息数が激減したものの、2016年の時点では1990年代中期以降は生息数が安定していると考えられている。1975年のワシントン条約発効時から、（1983年からはフラミンゴ科単位で）ワシントン条約附属書IIに掲載されている。1970年代における生息数は、150,000羽と推定されている。1980年代中期の生息数は50,000 - 100,000羽、1990年代中期の生息数は34,000羽と推定されている。